# Armand Blanchonnet

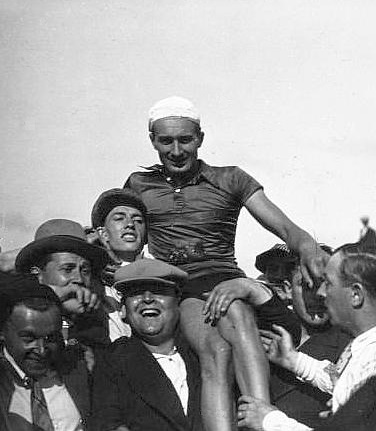
Armand Blanchonnet als französischer Meister 1931

Armand Blanchonnet (* 23. Dezember 1903 in Gipcy; † 17. September 1968 in Cernay-la-Ville) war ein französischer Radrennfahrer.

## Werdegang
1924 war das erfolgreichste Jahr von Armand Blanchonnet, als er bei den Olympischen Sommerspielen in Paris im olympischen Straßenrennen die Goldmedaille mit zehn Minuten Vorsprung vor dem Zweitplatzierten Rik Hoevenaers aus Belgien gewann und auch in der Mannschaftswertung  die Goldmedaille holte. In der Mannschaftswertung wurden die Zeiten der Sportler im Einzelzeitfahren addiert, und aufgrund des großen Vorsprungs von Blanchonnet und da auch seine Mannschaftskameraden alle unter den ersten Zehn rangierten, hatten die Franzosen in der Endabrechnung 16 Minuten Vorsprung auf das belgische Team. Im gleichen Jahr errang Blanchonnet bei den Weltmeisterschaften, ebenfalls in Paris, den dritten Platz.
Bis 1932 taucht Blanchonnet nur noch sporadisch in den Ergebnislisten auf. So gelang ihm 1929 beim Critérium des As in Frankreich nochmals ein zweiter Platz, und auch die Französische Meisterschaft konnte er 1931 für sich entscheiden und dabei sehr gute Fahrer wie Francis Pélissier und André Leducq hinter sich lassen. 1930 gewann er gemeinsam mit Onésime Boucheron den Bahnwettbewerb Prix Dupré-Lapize in Paris.  Die ganz großen Erfolge stellten sich indes nicht mehr ein.
1936 beendete Blanchonnet seine Radsport-Laufbahn und begründete eine Haftpflicht- und Unfallversicherung für Fahrradfahrer.